# Primeira Batalha de El Alamein
A Primeira Batalha de El Alamein foi travada pelas forças da Alemanha Nazista comandadas pelo general Erwin Rommel e pelas forças inglesas comandadas por Claude Auchinleck durante a Segunda Guerra Mundial. Essa foi a primeira importante vitória aliada na África.